# Graphania inconstans
Graphania inconstans är en fjärilsart som beskrevs av Butler 1880. Graphania inconstans ingår i släktet Graphania och familjen nattflyn. Inga underarter finns listade i Catalogue of Life.